# Atsuko (ファッションモデル)
Atsukoは日本の女性ファッションモデル。タイクーン モデル エージェンシー所属。
ファッションショーや雑誌、広告、メイクイベントなどで幅広く活躍中である。

## 出演

### 雑誌
- ハースト婦人画報社 25ans
- 光文社 CLASSY.
- 小学館 Domani
- 小学館 美的
- 集英社 MAQUIA
- 集英社 BAILA
- 文化出版局 ミセスのスタイルブック
- IBJウェディング 日本の結婚式
- IBJウェディング Hotel Wedding WEST
- IBJウェディング Wedding BOOK
- グローバルゴルフメディアグループ Regina

### 広告
- ヤーマン
- ミルボン
- 日産自動車 note
- コニカミノルタ Kunkun body
- 3M
- DHC
- セシール
- ハーゲンダッツ
- ソシエ・ワールド
- 資生堂
- AOKI
- 日本グッドイヤー

### ショー、イベント
- Louis Vuitton
- Dolce＆Gabbana
- GIORGIO ARMANI
- EMPORIO ARMANI
- Hiroko Koshino
- Ralph Lauren
- PRADA
- BVLGARI
- YUMI KATSURA
- THE TREAT DRESSING（ブライダル）
- 日本平ホテル（ブライダル）
- 東急本店 双裳会